# Río Cirocha
El río Cirocha es un río de la región eslovaca de Prešov, de 56,6 km de longitud, afluente o tributario del río Laborec —cuenca hidrográfica del Danubio— con el que se une junto a la ciudad de Humenné.